# Luke Kibet
Luke Kibet (* 19. Juni 1973 in Eldoret) ist ein kenianischer Marathonläufer.
1997 gewann er in seiner ersten Saison den Nürburgring-Lauf. Seine größten Erfolge feierte er beim Country Music Marathon, den er 2000 und 2004 gewann und bei der er zweimal Zweiter (2001 und 2005) und einmal Dritter (2003) wurde.
Seine Bestzeit von 2:10:18 stellte er 2002 als Dritter des Amsterdam-Marathons auf. Außerdem wurde er 2000 beim München-Marathon Dritter und 2003 beim Lausanne-Marathon Zweiter.
Er ist nicht zu verwechseln mit seinem Landsmann Luke Kibet Bowen, dem Marathonweltmeister von 2007.